# 류현승
류현승은 도공이며 대한민국의 시인이다. 2004년 《월간모던포엠》 신인상과 2006년 《시안》 신인상으로 문단활동을 시작하였다. 도예공방 <토우와 낡은 시계>를 운영하고 있다.

## 등단작
- 영양 봉감동 전탑 보고서